# Souligné-sous-Ballon
Souligné-sous-Ballon är en kommun i departementet Sarthe i regionen Pays de la Loire i nordvästra Frankrike. Kommunen ligger i kantonen Ballon som tillhör arrondissementet Le Mans. År 2022 hade Souligné-sous-Ballon 1 237 invånare.

## Befolkningsutveckling
Antalet invånare i kommunen Souligné-sous-Ballon
| Referens: INSEE |